# Ignabolivaria similis
Ignabolivaria similis är en kackerlacksart som beskrevs av Bekuzin 1966. Ignabolivaria similis ingår i släktet Ignabolivaria och familjen småkackerlackor. Inga underarter finns listade i Catalogue of Life.